# Agapius Masong
Agapius Masong (* 12. April 1960) ist ein ehemaliger tansanischer Marathonläufer. Seine größten Erfolge waren der fünfte Platz bei den Weltmeisterschaften 1983 in Helsinki und der Sieg beim Stockholm Marathon 1983. Seine persönliche Bestmarke von 2:10:42 h erreichte er am 14. August 1983 in Helsinki.
Er wurde von Volker Wagner aus Detmold gemanagt und trainiert.

## Persönliche Bestzeiten
Seine persönlichen Bestzeiten sind:
- Marathon: 2:10:42 am 14. August 1983 in Helsinki, Finnland[1]
- 25-km-Lauf: 1:16:58 am 7. Mai 1989 in Berlin, Deutschland[1]
- 10.000-Meter-Lauf: 28:41,55 am 13. Juni 1984 in Florenz, Italien[1]

## Ergebnisse
1982 wurde er Zweiter beim Seoul International Marathon. Im Jahr darauf wurde er nach einem vierten Platz beim Houston-Marathon und einem zweiten Platz beim Stockholm-Marathon mit seiner persönlichen Bestzeit von 2:10:42 h Fünfter bei den Weltmeisterschaften in Helsinki. Zwei Monate später wurde er Vierter beim Chicago-Marathon.
1984 wurde er Vierter beim Rotterdam-Marathon und siegte in Stockholm. Bei den Olympischen Spielen in Los Angeles lief er auf Rang 21 ein. Zum Saisonabschluss wurde er Neunter in Chicago.
1986 wurde er Siebter beim New-York-City-Marathon. Im weiteren Lauf seiner Karriere gelangen ihm Siege beim Bremen-Marathon durch Stadt und Land 1988 und beim Belgrad-Marathon 1991.
Eine Auswahl seiner Ergebnisse ist:
| Jahr | Ort                    | Bewerb                          | Typ          | Rang | Zeit (h) |
| ---- | ---------------------- | ------------------------------- | ------------ | ---- | -------- |
| 1981 | Peking                 |                                 | Marathon     | 5    | 2:16:35  |
| 1982 | Seoul                  |                                 | Marathon     | 2    | 2:15:10  |
| 1983 | Stockholm, Schweden    |                                 | Marathon     | 2    | 2:11:54  |
| 1983 | Chicago, USA           | America’s                       | Marathon     | 4    | 2:11:57  |
| 1983 | Helsinki               | Weltmeisterschaft               | Marathon     | 5    | 2:10:42  |
| 1984 | Rotterdam, Niederlande |                                 | Marathon     | 4    | 2:14:09  |
| 1984 | Los Angeles            | Olympische Spiele               | Marathon     | 21   | 2:16:25  |
| 1984 | Stockholm              |                                 | Marathon     | 1    | 2:13:49  |
| 1985 | Los Angeles, USA       |                                 | 10-km-Lauf   | 3    | 0:29:45  |
| 1985 | San Diego, USA         | Heart of San Diego              | Marathon     | 1    | 2:16:58  |
| 1986 | Stamford, USA          | Stamford Classic                | Marathon     | 2    | 2:13:53  |
| 1986 | San Diego, USA         | Holiday Bowl Heart of San Diego | Marathon     | 2    | 2:13:26  |
| 1986 | New York               |                                 | Marathon     | 7    | 2:13:59  |
| 1987 | Fontana                |                                 | Halbmarathon | 1    | 1:00:25  |
| 1987 | Jersey City, USA       | New Jersey Waterfront           | Marathon     | 5    | 2:15:39  |
| 1987 | Sydney, Australien     | Westfield Australian            | Marathon     | 5    | 2:18:42  |
| 1988 | Bremen, Deutschland    | Bremen-Marathon                 | Marathon     | 1    | 2:17:18  |
| 1988 | Honolulu, USA          |                                 | Marathon     | 4    | 2:17:23  |
| 1989 | Hamburg, Deutschland   | Hanse Hamburg                   | Marathon     | 4    | 2:16:02  |
| 1989 | Honolulu, USA          |                                 | Marathon     | 5    | 2:16:40  |
| 1990 | Moskau, Russland       |                                 | Marathon     | 9    | 2:18:31  |
| 1991 | Belgrad, Serbien       |                                 | Marathon     | 1    | 2:16:23  |
| 1992 | Belgrad, Serbien       |                                 | Marathon     | 6    | 2:20:19  |
| 1992 | Zwolle, Niederlande    |                                 | Marathon     | 2    | 2:21:31  |
| 1992 | Los Angeles, USA       |                                 | Marathon     | 10   | 2:18:32  |
| 1993 | San Francisco, USA     | City of San Francisco           | Marathon     | 4    | 2:22:32  |